# Epipagis flavidissimalis
Epipagis flavidissimalis là một loài bướm đêm trong họ Crambidae.